# Grevillea erectiloba
Espèce
Classification phylogénétique
Grevillea erectiloba est une espèce d'arbustes de la famille des Proteaceae endémique dans la région au nord-ouest de Kalgoorlie, au sud-ouest de l'Australie-Occidentale.
Il peut mesurer de 1 à 3 mètres de hauteur et produit des fleurs rouges de septembre à octobre (au milieu du printemps) dans son aire naturelle. Les feuilles sont simples et font de 6 à 10 cm de longueur.
L'espèce a été décrite pour la première fois par le botaniste Ferdinand von Mueller en 1876.